# Acosmium tenuifolium
Acosmium tenuifolium är en ärtväxtart som först beskrevs av Julius Rudolph Theodor Vogel, och fick sitt nu gällande namn av Gennady Pavlovich Yakovlev. Acosmium tenuifolium ingår i släktet Acosmium och familjen ärtväxter. Inga underarter finns listade i Catalogue of Life.